# Diecezja Yagoua
Diecezja Yagoua – diecezja rzymskokatolicka w Kamerunie. Powstała w 1968 jako prefektura apostolska. Diecezja od 1973.

## Biskupi diecezjalni
- Biskupi diecezjalni
  - Bp Barthélemy Yaouda (od 2008)
  - Bp Emmanuel Bushu (1992–2006)
  - Abp Antoine Ntalou (1982–1992)
  - kard.  Christian Wiyghan Tumi (1979–1982)
  - Bp Louis Charpenet, O.M.I. (1973–1977)
- Prefekci apostolscy
  - Bp Louis Charpenet, O.M.I. (1968–1973)